# Henryk Chroscicki
Henryk Chroscicki, nato Henry Ross e conosciuto anche come Enrico Chroscicki (Varsavia, 31 marzo 1919 – Parigi, 24 maggio 2000), è stato un produttore cinematografico polacco.

## Biografia
Nasce in Polonia in una famiglia di religione ebraica. A causa dell'avvento del nazismo, il padre decide di trasferirsi con i famigliari in Australia per evitare persecuzioni.
Con lo scoppio della guerra Henryk si arruola nell'esercito. A causa di un incidente stradale rimane ferito e per tutta la vita ne porta il segno: una vistosa cicatrice sulla parte sinistra della testa. Grazie alla sua condotta durante la guerra può chiedere al governo australiano una borsa di studio e, impossibilitato a frequentare l'Institut des hautes études cinématographiques di Parigi, sua prima scelta, decide di andare a Roma, dove frequenta il corso di regia del Centro sperimentale di cinematografia, dove conosce Francesco Maselli.
Al termine del corso, i due si recano a Palermo per realizzare un documentario, diretto da Maselli, sul teatro dei Pupi Siciliani. A Palermo conoscono Agostino e Alfonso Sansone, due studenti della Palermo bene che avevano creato un noleggio di attrezzature cinematografiche per le numerose troupe che in quel periodo andavano a girare in Sicilia. Henryk stringe amicizia con Alfonso Sansone e, con l'aiuto di Maselli, i due tornano a Roma ed entrano nel mondo cinematografico romano, fondando la società ATC per noleggiare mezzi tecnici alle troupe cinematografiche. Con la collaborazione dell'amico Gillo Pontecorvo, per cui Henryk aveva diretto la fotografia di alcuni documentari, acquista in Francia la licenza per costruire la lente anamorfica Totalscope (1956).
Successivamente Chroscicki e Sansone entrano nella produzione cinematografica creando la SanCro Film, acronimo dei loro due cognomi. La loro produzione fa la fortuna di molti registi come i fratelli Taviani e Marco Ferreri. Con quest'ultimo, dopo il film La carrozzella, avviano una fruttuosa collaborazione, a cui si unisce Ugo Tognazzi. Realizzano il film Una storia moderna - L'ape regina e un film diretto da Ugo Tognazzi, Il fischio al naso. Sansone e Chrosciki producono anche film western coinvolgendo star hollywoodiane come Telly Savalas, James Coburn, John Phillip Law e Lee Van Cleef.
Quando la SanCro viene chiusa, Sansone inizia a distribuire film d'autore mentre Chroscicki continua ad occuparsi di mezzi tecnici, creando la Cosmovision con Claude Chevereau e, negli anni '70, la Technovision, collaborando anche con Francis Ford Coppola in Apocalypse Now.
Nel 2014 è stato realizzato il film documentario Alfonso Sansone produttore per caso diretto da Claudio Costa in cui si narrano le vicende professionali del duo di produttori. Al documentario hanno partecipato tra gli altri Vittorio Taviani, Francesco Maselli e Tonino Valerii.

## Vita privata
È stato sposato con Helen Pringle, da cui ha avuto due figli.

## Filmografia parziale
- L'oro di Roma, regia di Carlo Lizzani (1961)
- Un uomo da bruciare, regia di Valentino Orsini e Paolo e Vittorio Taviani (1962)
- L'omicida (Le meurtrier), regia di Claude Autant-Lara (1963)
- Una storia moderna - L'ape regina, regia di Marco Ferreri (1963)
- Intrigo a Parigi (Monsieur), regia di Jean-Paul Le Chanois (1964)
- Il magnifico cornuto, regia di Antonio Pietrangeli (1964)
- Allarme in cinque banche (Un milliard dans un billard), regia di Nicolas Gessner (1965)
- Marcia nuziale, regia di Marco Ferreri (1965)
- Una moglie americana, regia di Gian Luigi Polidoro (1965)
- Come imparai ad amare le donne, regia di Luciano Salce (1966)
- America paese di Dio, regia di Luigi Vanzi (1966)
- Per favore, chiudete le persiane (Les Bons Vivants), regia di Gilles Grangier e Georges Lautner (1966)
- I giorni dell'ira, regia di Tonino Valerii (1967)
- L'harem, regia di Marco Ferreri (1967)
- Da uomo a uomo, regia di Giulio Petroni (1967)
- Il fischio al naso, regia di Ugo Tognazzi (1967)
- Zärtliche Haie, regia di Michel Deville (1967)
- Commandos, regia di Armando Crispino (1968)
- Al di là della legge, regia di Giorgio Stegani (1968)
- L'amante dell'Orsa Maggiore, regia di Valentino Orsini (1971)
- Il grande duello, regia di Giancarlo Santi (1972)
- Si può fare... amigo, regia di Maurizio Lucidi (1972)
- Una ragione per vivere e una per morire, regia di Tonino Valerii (1972)